# Ohm (mértékegység)

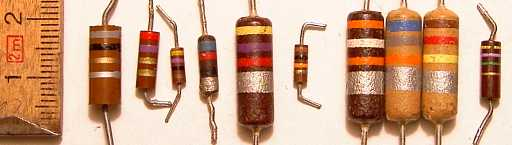
Ellenállások. Az elektromos ellenállás értékét színkóddal fejezik ki.

Az ohm (ejtsd: óm, jele Ω, a görög ábécé nagy ómega betűje) az elektromos ellenállás mértékegysége az SI-rendszerben. Nevét Georg Simon Ohm német fizikusról kapta.

## Definíció
Mivel az ellenállás a feszültség (U) és az áramerősség (I) hányadosa, ezért az ohm e két mennyiség SI-mértékegységének a hányadosa. Képlettel:
{\displaystyle \left[R\right]={\frac {\left[U\right]}{\left[I\right]}}={\frac {\mbox{V}}{\mbox{A}}}=\Omega }.
Az ohm az SI-alapegységekkel kifejezve:
{\displaystyle \Omega =\mathrm {m} ^{2}\cdot \mathrm {kg} \cdot \mathrm {s} ^{-3}\cdot \mathrm {A} ^{-2}}.
Az ellenállás gyakrabban használt további mértékegységeit az alábbi táblázat tartalmazza. 
| Név            | Jel | Értéke | Értéke          |
| -------------- | --- | ------ | --------------- |
| milliohm       | mΩ  | 10−3 Ω | 0,001 Ω         |
| kiloohm        | kΩ  | 103 Ω  | 1000 Ω          |
| megaohm/megohm | MΩ  | 106 Ω  | 1 000 000 Ω     |
| gigaohm        | GΩ  | 109 Ω  | 1 000 000 000 Ω |

Az 1063 mm hosszú, 1 mm2 keresztmetszetű, 0 °C fokos higanyszál ellenállása 1 Ω.